# Juri Štern
Juri Štern (hebrejsky: יורי שטרן, původním jménem v ruštině: Юрий Штерн, Jurij Štern) byl izraelský politik a bývalý poslanec Knesetu za stranu Jisra'el Bejtejnu.

## Biografie
Narodil se 29. března 1949 v Moskvě v tehdejším Sovětském svazu, dnes v Rusku. Vysokoškolské vzdělání získal na Lomonosovově univerzitě v Moskvě, kde obdržel doktorát z ekonomie. Pracoval jako ekonom. V roce 1981 přesídlil do Izraele. Mluvil hebrejsky, rusky a anglicky.

## Politická dráha
V letech 1971–1981 přednášel na ekonomické fakultě univerzity v Moskvě, v letech 1978–1981 se zapojil do neoficiálních struktur sionistického hnutí v tehdejším Sovětské svazu. Po přesídlení do Izraele působil v letech 1983–1985 jako předák izraelské osady El David (dnes Nokdim). Působil v organizacích sdružujících ruskojazyčné Izraelce. V letech 1989–1992 byl poradcem výboru Knesetu pro imigraci a absorpci. V letech 1990–1995 zastával post ředitele odboru absorpce a podnikání při Federaci izraelských komor obchodu. Zároveň reprezentoval izraelské komory obchodu v Sovětském svazu (v letech 1990–1991). Publikoval množství novinových článků v denících The Wall Street Journal, Ma'ariv nebo The Jerusalem Post, rovněž i množství odborných článků o ekonomii ještě během svého života v Sovětském svazu.
V izraelském parlamentu zasedl po volbách do Knesetu v roce 1996, ve kterých kandidoval za stranu Jisra'el be-Alija. Byl pak členem výboru pro zahraniční otázky a obranu a výboru práce a sociálních věcí. Ze strany ale pro neshody odešel a spolu s Micha'elem Nudelmanem založili novou formaci nazvanou Alija, později Jisra'el ha-Mitchadešet.
Mandát obhájil ve volbách do Knesetu v roce 1999, nyní již na kandidátní listině sdružující strany Jisra'el Bejtejnu a ha-Ichud ha-Le'umi. Ve funkčním období 1999–2003 zastával v Knesetu post předsedy výboru pro zahraniční dělníky, člena výboru pro ekonomické záležitosti, výboru House Committee, výboru státní kontroly, výboru petičního, finančního výboru, výboru pro vzdělávání, kulturu a sport a výboru pro imigraci, absorpci a záležitosti diaspory. Zasedal v několika vyšetřovacích komisích. V období let 2001–2002 zastával také post náměstka v úřadě premiéra.
Do voleb do Knesetu v roce 2003 kandidoval opět v rámci koaliční kandidátní listiny Jisra'el Bejtejnu a ha-Ichud ha-Le'umi. Byl pak členem parlamentního výboru pro záležitosti vnitra a životního prostřední, výboru House Committee, výboru státní kontroly (tomu i předsedal). V období 2003–2006 byl zároveň předsedou parlamentního klubu poslanců ha-Ichud ha-Le'umi a Jisra'el Bejtejnu. Ve volbách do Knesetu v roce 2006 byl opětovně zvolen, nyní již za samostatnou kandidátní listinu Jisra'el Bejtejnu. Zapojil se pak jako předseda do práce výboru státní kontroly. Předsedal i podvýboru pro mezinárodní bezpečnost, vztahy a obchod.
Zemřel během funkčního období 6. ledna 2007 na rakovinu. V Knesetu jej nahradil David Rotem.